# İrina Netreba
İrina Netreba (Lviv, 1991. április 26. –), eredeti ukrán nevén Irina Petrivna Netreba (ukránul: Ірина Петрівна Нетреба) azeri szabadfogású női birkózó. A 2018-as birkózó-világbajnokságon bronzérmet nyert 65 kg-os súlycsoportban. Ezüstérmet szerzett szabadfogású birkózásban 2014-ben az 58 kg-os súlycsoportban. A 2013-as Universiadén bronzérmet szerzett 63 kg-ban.

## Sportpályafutása
A 2018-as birkózó-világbajnokságon a 65 kg-osok súlycsoportjában megrendezett bronzmérkőzés során az amerikai Forrest Ann Molinari volt ellenfele, akit 1–1-re legyőzött technikai pontozással.